# Варзазат
Варзазат (араб. ورزازات) — місто в Марокко в регіоні Сус-Масса-Дра, центр провінції.
Населення 99 тисяч чоловік. Етнічний склад — бербери та араби.
Назва міста походить від берберського «без галасу». Місто розташоване неподалік від Атлаських гір та річки Дра.

## Кіноіндустрія
В місті розташована одна з найбільших кіностудій світу — «Атлас Студіос» (Atlas Studios). При допомозі цієї студії знімались багато відомих фільмів : «Гладіатор», «Олександр», «Лоуренс Аравійський», Авраам та інші.